# Ентемена
Ентемена — правитель (енсі) шумерської держави Лагаш. Його правління припадало приблизно на середину XXIV століття до н. е..

## Правління
За часів його правління енсі Умми Ур-Лумма покликав собі на допомогу чужоземців і вторгся на територію Лагаша. Ентемена вирушив йому на зустріч і бився з ним під Гана-угіггою. Уммаїти зазнали поразки й утекли. Ентемена переслідував їх до самої Умми. Окрім того, лагашці знищили відбірний загін Ур-Лумми з 60 воїнів на березі каналу Лумма-гірнунта. Імовірно, внаслідок тих невдач у війні в Уммі спалахнуло повстання, Ур-Лумма був повалений та вбитий, а його місце зайняв жрець Іль. Останній також відмовився сплачувати Лагашу данину та висловив свої претензії на територію Гуедінни. Було відновлено попередній кордон, але громадяни Умми не зазнали жодного покарання: вони не тільки не повинні були сплачувати борги чи данину, їм навіть не довелось турбуватись про постачання води до землероб них районів, що постраждали через війну.
Ентемена збудував храми Нанни, Енкі та Енліля. З такого переліку можна дійти висновку, що влада Ентемени поширювалась на Урук, Еріду, Ніппур та інші міста. Окрім того енсі переймався будівництвом каналів не лише у своєму рідному Лагаші, але й за його межами.
Ентемена оголосив про списання боргів лагашців та звільнення боржників з рабської кабали — шумерською це звучало як «амагі», тобто «повернення до матерів». Широкі жести правителя викликали невдоволення знаті а чолі з верховним жерцем бога Нінгірсу — Дуду, який поступово обмежив владу Ентемени і став його фактичним співправителем.